# Jabuka (Trilj)
 Jabuka  je naselje u sastavu Grada Trilja u Splitsko-dalmatinskoj županiji.

## Zemljopisni položaj
Jabuka je naselje smješteno 2 kilometara od grada Trilja. Naselje Jabuka se nalazi na istočnom rubu Sinjskog polja uz rijeku Cetinu prislonjeno na padinu planine Kamešnice. Kroz naselje prolazi važna cestovna prometnica koja povezuje grad Trilj s obližnjim Otokom.

## Stanovništvo
| broj stanovnika | 187   |       | 154   | 247   | 295   | 330   | 320   | 362   | 341   | 369   | 381   | 371   | 404   | 355   | 341   | 306   | 239   |
|                 | 1857. | 1869. | 1880. | 1890. | 1900. | 1910. | 1921. | 1931. | 1948. | 1953. | 1961. | 1971. | 1981. | 1991. | 2001. | 2011. | 2021. |

## Poznate osobe
- Stipe Sikirica, akademski kipar

## Vanjske poveznice
1. ↑  Registar prostornih jedinica Državne geodetske uprave Republike Hrvatske. Wikidata Q119585703
2. ↑  Popis stanovništva, kućanstava i stanova 2021. – stanovništvo prema starosti i spolu po naseljima (hrvatski i engleski). Državni zavod za statistiku. 22. rujna 2022. Wikidata Q118496886
3. ↑  Naselje i odredišni poštanski ured. Hrvatska pošta. Pristupljeno 3. siječnja 2022.